# Johnny Pawk
John A. Pawk, detto Johnny (Butler, 23 dicembre 1910 – West Chester, 28 dicembre 2004), è stato un cestista statunitense, professionista nella NBL.

## Carriera
Giocò per due stagioni nella NBL, disputando complessivamente 14 partite con 4,1 punti di media.